# مردوخاي نيسان
مردخاي نيسان (بالإنجليزية: Mordechai Nisan)‏، هو باحث ومؤرخ إسرائيلي مختص بشئون الشرق الأوسط. درس في مدرسة روتبرغ التابعة للجامعة العبرية في القدس وجامعة مكغيل الكندية. وهو يعمل في مركز أرييل للسياسات والمعهد اليهودي للدفاعات الغربية. ألف مردخاي نيسان عدة كتب بالإنكليزية والعبرية عن شؤون الشرق الأوسط.